# Győri László (játékvezető)
Győri László Tanár Úr (Békéscsaba, 1940. február 1. – Békéscsaba, 2008. július 25.) magyar nemzetközi labdarúgó-játékvezető, főiskolai tanár. A békéscsabai főiskola egykori szakigazgatója, a főiskolai kollégium alapítója és igazgatója volt.

## Pályafutása

### Labdarúgóként
Ifjúsági korában a Békéscsabai Előre korosztályos csapataiban kapusként vett részt a labdarúgó játékban. Hamar rájött arra, hogy a „másik oldalon” több sikert érhet el.

### Labdarúgó-játékvezetőként

#### Nemzeti játékvezetés
Édesapja nyomdokain járva – aki 1940-ben tett játékvezetői vizsgát és hosszú éveken át az országos keret tagja volt – 1960-ban Szegeden lett labdarúgó játékvezető. Gyakorló működését Csongrád megyében kezdte. 48 évet töltött a futballpályákon bíróként, majd később ellenőrként. Az országos keretbe 1967-ben felkerülve NB. II-es bíró lett. Az első osztályban 1974-ben mutatkozhatott be. Hosszú és eredményes pályafutását 1989-ben a korhatár elérésével fejezte be. Első ligás mérkőzéseinek vezetésével az örökös ranglista első tíz játékvezetője közé tartozik. Foglalkoztatására jellemző, hogy az 1983/1984-es bajnoki idényben Nagy Béla társaságában 14 mérkőzést vezethetett. Első ligás mérkőzéseinek száma: 213.
| Időpont              | Helyszín                  | Mérkőzés típusa          | Mérkőzés                        | Partbírók                      | Eredmény |
| -------------------- | ------------------------- | ------------------------ | ------------------------------- | ------------------------------ | -------- |
| 1974. szeptember 11. | Városi Stadion, Pécs      | első NB. I-es mérkőzés   | Pécsi MSC–Salgótarjáni BTC      | Eőry Zoltán / Maczkó I. József | 1 : 2    |
| 1989. november 19.   | Városi Stadion, Tatabánya | utolsó NB. I-es mérkőzés | FC Tatabánya–Siófoki Bányász SE |                                | 1 : 0    |

#### Nemzetközi játékvezetés
A Magyar Labdarúgó-szövetség (MLSZ) Játékvezető Bizottságának (JB) felterjesztésére 1979-ben lett nemzetközi (FIFA) játékvezető. Számtalan európai és ázsiai nemzetközi válogatott és kupa találkozót irányított, vagy partjelzőként társainak segédkezett. Az aktív nemzetközi játékvezetéstől 1984-ben búcsúzott.

##### Nemzetközi kupamérkőzések
Partbírói működéseinek száma döntőben: 1.

###### UEFA-szuper kupa
| Időpont           | Helyszín                      | Mérkőzés típusa      | Mérkőzés                 | Játékvezető    | Eredmény | Partbírók                 |
| ----------------- | ----------------------------- | -------------------- | ------------------------ | -------------- | -------- | ------------------------- |
| 1978. december 4. | Emile Versé Stadion, Brüsszel | döntő első találkozó | RSC Anderlecht–Liverpool | Palotai Károly | 1 : 1    | Tompa István/Győri László |

## Sportvezetőként
1967-ben a Békés Megyei Labdarúgó-szövetség (LSZ) Játékvezető Tanács (JT) Oktatási Bizottságának vezetője. 1989-től Békés Megyei LSZ alelnöke. 1989–2008 között a Békés Megyei LSZ Játékvezetői Bizottság (JB) elnöke. Már aktív pályafutása alatt 1983-tól tagja volt az MLSZ JB Oktatási Bizottságának (OB), 1990–2000 között az MLSZ JT OB vezetője, országos vizsgabiztos. Ő volt az, aki 1989-ben bejelentette a Magyar Labdarúgó-szövetségtől – törvényileg – független Játékvezetői Testület (JT) megalakulását. 2000–2008 között az MLSZ JB OB vezetője. Szakmai csúcspontja volt, amikor Puhl Sándor és Baranya István javaslatára az MLSZ Felnőttképzési Intézet Játékvezető Tanszék igazgatójának nevezték ki. Nevéhez fűződik az államilag akkreditált játékvezetői képzés szakmai részének kidolgozása. Elsődleges feladatának az oktatást, a játékvezetők szellemi felkészítését tartotta.

## Írásai
A játékvezetéssel kapcsolatban rengeteg írása, tanulmánya, értekezése, magyarázata jelent meg, amelyek meghatározták a játékvezetői témakörben az egységesítésre törekvés elvét. Az előadások sokaságát tartotta, egyszerűen, érthetően, világosan rávezetve hallgatóságát a szakmai fogások elsajátítására.
- Győri László – dr. Hegyi Péter: A labdarúgás játékszabályai (oktatási segédanyag) 2003. ISBN 9630056860

## Pozitív sztori
A Tanár Úr vezette az Eindhoven – Hamburg UEFA-kupa találkozót, Nagy Miklós volt az egyik partjelzője. A csomagjaik, bennük a bírói mezek nem érkeztek meg időben, így gyorsan játékvezetői öltözéket kellett szerezniük. A holland kollégák adtak nekik ruházatot és egyéb felszerelést, örültek, hogy kaptak, a méret nem számított. A magas, szikár Győri László két számmal nagyobb öltözékben szaladgálva fújta a sípot, a közönség először mosolygott, de aztán már komolyan vették a játékvezetőt, mert magabiztosan, hiba nélkül irányította a találkozót.

## Sikerei, díjai
1984-ben Szlávik András a Játékvezető Bizottság elnöke több évtizedes játékvezetői pályafutásának elismeréseként arany jelvény kitüntetésbe részesítette.

## Külső hivatkozások
- Győri László. World Referee. (Hozzáférés: 2012. október 15.)[halott link]
- Győri László. beol.hu. [2016. március 5-i dátummal az eredetiből archiválva]. (Hozzáférés: 2012. október 15.)

| Elődje: Hartmann Lajos (196) | NB. I-es mérkőzéseinek száma 213 | Utódja: Palotai Károly (215) |